# Franz Xaver Schönbrunner
Franz Xaver Schönbrunner (* 1845 in Wien; † 22. April 1903 in Molz, Kirchberg am Wechsel) war ein österreichischer Dekorationsmaler.

## Leben und Wirken
Franz Xaver Schönbrunner war Sohn des Malers Johann Schönbrunner und Bruder von Josef (1831–1905), Karl (1832–1877) und Ignaz Schönbrunner (1835–1900), die ebenfalls alle als Maler tätig waren.
Er hospitierte 1868 bis 1869 an der Kunstgewerbeschule des Österreichischen Museums für Industrie und Gewerbe bei Ferdinand Laufberger. 1872, im Anschluss an Studienreisen in Italien, kehrte er nach Wien zurück, wo er als Dekorationsmaler an den Bauten der Ringstraße arbeitete.

## Werk
- 1888/89: Pfarrkirche Röschitz, neobarocke Ausmalung